# Lutonina u Vizovic
Lutonina u Vizovic byla přírodní památka ev. č. 230 poblíž obce Lutonina v okrese Zlín. Oblast spravovala Agentura ochrany přírody a krajiny ČR.
Důvodem ochrany byl dubohabrový les s výskytem střevičníku pantoflíčku. Památka byla původně vyhlášena 23. června 1951 výnosem číslo 96.153/51-IV/5 Ministerstvo školství, věd a umění ČSR. Zrušena byla k 31. prosinci 1999.